# Johan Goudsblom
Johan Goudsblom (* 11. Oktober 1932 in Bergen, Nordholland; † 17. März 2020 in Amsterdam) war ein niederländischer Soziologe und Professor an der Universität von Amsterdam. 

## Leben
Nach Studien an der Wesleyan University in Middletown (Connecticut) und an der Universität Amsterdam begann er 1966 seine akademische Lehrtätigkeit als Fellow an der Princeton University (USA) und der University of California in Berkeley (USA). Ab 1968 war Goudsblom Professor für Soziologie in Amsterdam. Er arbeitete eng mit Norbert Elias zusammen und hatte großen Einfluss auf die Elias-Rezeption seit den 1970er Jahren in den Niederlanden, aber auch in Deutschland. Goudsblom ist wie Elias dem Bereich Historische Soziologie zuzurechnen.
Er starb im März 2020 im Alter von 87 Jahren.

## Schriften in deutscher Sprache
- Soziologie auf der Waagschale (= Suhrkamp-Taschenbücher Wissenschaft. Bd. 223). Suhrkamp, Frankfurt am Main 1979, ISBN 3-518-07823-2 (Originalausgabe: Balans van de sociologie (= Aula-boeken. Sociale wetenschappen 518, ZDB-ID 256541-9). Het Spectrum, Utrecht u. a. 1974).
- als Herausgeber mit Peter Gleichmann und Hermann Korte: Materialien zu Norbert Elias' Zivilisationstheorie. 2 Bände. Suhrkamp, Frankfurt am Main 1979–1984;
  - Bd. 1: (= Suhrkamp-Taschenbücher Wissenschaft 233). 1979, ISBN 3-518-07833-X;
  - Bd. 2: Macht und Zivilisation (= Suhrkamp-Taschenbuch Wissenschaft 418). Suhrkamp, Frankfurt am Main 1984, ISBN 3-518-28018-X.
- Feuer und Zivilisation. Suhrkamp, Frankfurt am Main 1995, ISBN 3-518-58210-0 (Auch als: Die Entdeckung des Feuers (= Insel-Taschenbuch 2613 Kulturgeschichte). Insel-Verlag, Frankfurt am Main u. a. 2000, ISBN 3-458-34313-X; Originalausgabe: Fire and Civilization. Allen Lane – The Penguin Press, London u. a. 1992, ISBN 0-7139-9077-5).